# 和歌山県道221号市鹿野鮎川線
和歌山県道221号市鹿野鮎川線（わかやまけんどう221ごう いちかのあゆかわせん）は、和歌山県西牟婁郡白浜町から田辺市に至る一般県道である。

## 概要
西牟婁郡白浜町市鹿野から田辺市鮎川に至る。
全線にかけて道が狭く、山の中を通るが、農地や集落付近を通るため、主に生活道路として地元住民が利用している。さらに、起点・終点ともに小学校が周辺にあるので、通学路として地元の小学生が利用している。

### 路線データ
- 起点：和歌山県西牟婁郡白浜町市鹿野
- 終点：和歌山県田辺市鮎川（鮎川新橋北交差点、国道371号交点）
- 実延長：11.636 km

## 路線状況

### 重複区間
- 和歌山県道37号日置川大塔線（西牟婁郡白浜町市鹿野 - 田辺市竹ノ平）
- 和歌山県道219号下川上牟婁線（田辺市鮎川）

### 道路施設

#### 橋梁
- 小谷橋（日置川、田辺市、和歌山県道37号日置川大塔線重複区間内）
- 治の谷橋（愛賀合川、田辺市）
- 堂の丘橋（愛賀合川、田辺市）
- 下津屋口2号橋（愛賀合川、田辺市）
- 下津屋口1号橋（愛賀合川、田辺市）
- 落合橋（内ノ井川、田辺市）
- 鮎川新橋（富田川、田辺市）

#### トンネル
- 新深谷トンネル：延長1,298 m、1998年（平成10年）竣工、田辺市

## 地理

### 通過する自治体
- 和歌山県
  - 西牟婁郡白浜町 - 田辺市

### 交差する道路
| 交差する道路                             | 市町村名 | 市町村名 | 交差する場所 | 交差する場所            |
| ---------------------------------------- | -------- | -------- | ------------ | ----------------------- |
| 和歌山県道37号日置川大塔線 重複区間起点  | 西牟婁郡 | 白浜町   | 市鹿野       |                         |
| 和歌山県道37号日置川大塔線 重複区間終点  | 田辺市   | 田辺市   | 竹ノ平       |                         |
| 和歌山県道219号下川上牟婁線 重複区間起点 | 田辺市   | 田辺市   | 鮎川         |                         |
| 和歌山県道219号下川上牟婁線 重複区間終点 | 田辺市   | 田辺市   | 鮎川         |                         |
| 国道371号                                | 田辺市   | 田辺市   | 鮎川         | 鮎川新橋北交差点 / 終点 |

### 沿線
- 市鹿野郵便局
- 日置川
- 田辺市立鮎川小学校
- 富田川